# Prima serie definitiva De La Rue

Francobollo della serie De La Rue

La Prima serie definitiva De La Rue è una serie di francobolli emessi dal Regno d'Italia a partire dal 1º dicembre 1863 e che ebbero validità fino al 31 dicembre 1889, inizialmente stampati a Londra.
Ad eccezione dei valori da 1 e 2 centesimi illustrati con la cifra corrispondente, gli altri avevano in vignetta l'effigie di Vittorio Emanuele II contornata da un ovale recante la dicitura "Poste Italiane".

## Notizie storiche
La prima serie definitiva De La Rue prende il nome dalla stamperia londinese presso la quale venne ideata per conto del Regno d'Italia. Il Ministero delle finanze all'epoca presiedeva ad ogni spesa effettuata dal Ministero dei lavori pubblici, da cui dipendevano le Poste Italiane, e incaricò l'ingegnere Costantino Perazzi di recarsi a Londra per concordare con la De La Rue la produzione di una nuova serie di francobolli. Il 22 marzo 1863, dopo un consulto con il Direttore Generale delle Poste del Regno d'Italia Giovanni Barbavara, l'ing. Perazzi sottopose alla De La Rue la bozza di un primo contratto che prevedeva la possibilità di dotare il Regno d'Italia di una succursale da installarsi presso Torino.
Il 31 marzo, con la firma di un contratto preliminare, venne stabilita la produzione di otto tipi diversi di francobolli attraverso il metodo tipografico e per un totale di 200 milioni di esemplari. Le tavole di stampa per questa produzione sarebbero poi state consegnate al governo del Regno d'Italia insieme ai cilindri necessari per la fabbricazione della carta con filigrana a corona sulla quale stampare i francobolli. 
Il 25 maggio iniziò la produzione e il 25 agosto venne fatturata la consegna di 2.400.000 esemplari. Il 29 ottobre 1863, con Regio Decreto n° 1526, venne diffusa la normativa per adottare i nuovi francobolli, illustrata con un foglietto contenente immagini degli stessi e che sarà poi noto come "foglietto Menabrea", dal cognome del Ministro dei Lavori Pubblici che lo firmò. Il primo giorno di dicembre entrarono in uso presso gli uffici postali i nuovi francobolli. Successivamente la produzione di questi francobolli passò all'Officina Carte Valori di Torino.

## Caratteristiche
- Soggetto: effigie di Vittorio Emanuele II oppure cifra
- Tirature complessive: sconosciute[2]
- Data di emissione: 1º dicembre 1863, ad eccezione del valore da 2 centesimi emesso il 1º marzo 1865[2]
- Validità: 31 agosto 1877 per il 10 centesimi, 30 giugno 1898 per 1 centesimo e 2 centesimi, 31 dicembre 1889 per gli altri valori
- Stampa: tipografica
- Carta: fatta a macchina bianca e levigata[2]
- Fogli: formati da 400 esemplari distribuiti in 4 gruppi di 100 incolonnati 10x10
- Dentellatura: 14 a pettine, ma sono note varietà con dentellatura 13 ½ x 14, 13 ¼ x 14 e 14 ¼
- Filigrana: a corona
- Gomma: le tirature di Londra hanno gomma liscia, uniforme, incolore, mentre quelle di Torino hanno gomma irregolare, spessa e giallastra[2]
- Disegnatore e incisore: tradizionalmente è opinione che il disegnatore sia stato Leonard C. Wyon e l'incisore Jean F. Joubert, ma alcuni autori sono concordi nel ritenere bozzetto ed incisione un lavoro di gruppo della De La Rue.
- Varietà: oltre alle citate varietà di dentellatura sono note varietà con doppia dentellatura, senza dentellatura, con doppia stampa e con filigrana capovolta. Il valore da 40 centesimi è noto senza la scritta ITALIANE o senza la scritta QUARANTA CENTESIMI
- Prima data d'uso conosciuta: 10 febbraio 1863[2]